# 50 Водолея
50 Водолея (лат. 50 Aquarii, HD 212430) — одиночная звезда в созвездии Водолея на расстоянии (вычисленном из значения параллакса) приблизительно 458 световых лет (около 140 парсеков) от Солнца. Видимая звёздная величина звезды — +5,752m. Возраст звезды оценивается как около 620 млн лет.

## Характеристики
50 Водолея — жёлтый гигант спектрального класса G7,5III. Масса — около 2,49 солнечных, радиус — около 14,17 солнечных, светимость — около 103,7 солнечных. Эффективная температура — около 4897 К.